# Pierre de Pardaillan de Gondrin
Pierre de de Pardaillan (1692 Versailles – 4. listopadu 1733 Bougey) byl francouzský římskokatolický duchovní, 98. biskup langreský, kanovník v Paříži a Štrasburku a člen francouzské akademie.

## Život
Pierre se narodil do rodiny Louis-Antoina de Pardaillan, vévody z Antinu. Byl vnukem madame de Montespan. Studoval teologii, ze které získal doktorát, a kanonické právo v Paříži a ve Štrasburku. Od roku 1725 byl až do své smrti biskupem-vévodou v Langres a francouzským pairem.
V roce 1725 se stal členem Francouzské akademie.
Zemřel v Bougey v regionu Franche-Comté.